# Cleta
Nella mitologia greca, Cleta  era il nome di una delle più famose Amazzoni, il popolo composto interamente da donne guerriere, fra esse ricopriva la carica di nutrice della regina, Pentesilea.

## Il mito
Nelle vicende dove Licofrone afferma che Cleta prestava aiuto alla vergine armata, si narra che partita con la regina alla volta di Troia, Pentesilea trovò la morte e Cleta decise allora di tornare in patria, durante il viaggio una tempesta colse impreparata la nave su cui viaggiava e attraccò nell'Italia meridionale fondando la città di Cleto.
La donna ebbe un figlio, tale Caulone, e morì in uno scontro con gli abitanti di Crotone non prima di avere fondato la città di Kaulon l'attuale paese di Monasterace Marina.

### Fonti
- Licofrone,  Alessandra, 993 e seguenti
- Tzeze, Scoli a Licofrone 995 e seguenti

### Traduzione delle fonti
- Licofrone, Alessandra prima edizione, Milano, Mondadori, 2000, ISBN 88-17-17332-0. Traduzione di Valeria Gigante Lanzara

### Moderna
- Pierre Grimal, Enciclopedia della mitologia 2ª edizione, Brescia, Garzanti, 2005, ISBN 88-11-50482-1. Traduzione di Pier Antonio Borgheggiani